# Opius thiemo
Opius thiemo är en stekelart som beskrevs av Fischer 1969. Opius thiemo ingår i släktet Opius och familjen bracksteklar. Inga underarter finns listade i Catalogue of Life.